# リア王 (ベルリオーズ)

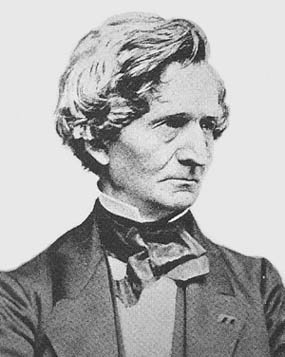
ベルリオーズ

大序曲『リア王』（リアおう、フランス語: Grande ouverture du roi Lear または Le Roi Lear）作品4（H53）は、フランスの作曲家エクトル・ベルリオーズが1831年に作曲した管弦楽曲である。なお、本作はオペラの序曲ではなく、演奏会用の序曲である。オペラ自体は存在しない。

## 概要
ベルリオーズがシェイクスピアの同名の悲劇に想を得て作曲したもので、裏切った婚約者カミーユ・モークに復讐するため、ローマを去り、自殺未遂をした後、生活へ回帰できた特に幸福だった時期にニースで完成させた。1834年4月9日にパリ音楽院ホールにおいてナルシス・ジラールの指揮によって行われた。本作はベルリオーズの有力な支援者アルマン・ベルタンに献呈されている。本作に見られるような色々な主題をつなぎ合わせた標題的ポプリ曲形式の序曲の傾向が、その後フランツ・リストに受け継がれ交響詩へと発展するのである。
シュザンヌ・ドゥマルケによれば「本作の特徴は長調と短調の間の曖昧さがアンダンテの性格を持たせ、それがこの序曲の柱廊の役割を果たしている。絶望的で激しい調子のアレグロは最初の主題と密接に関連している第２主題にとって代わる前に40小節もの非常に長いフレーズが繰り返されることによって際立っている。その展開は一つの理論に従っている。以前に作られた序曲では論理的表現をするまでには至っていなかったが、今やベルリオーズは自分の技法を完全に自らのものにしている」ということである。

## 曲の構成
ベルリオーズの他の序曲同様、２部構成（緩やかな導入部アンダンテ・ノン・トロッポ・レント・マ・マエストーソととアレグロ・ディスペラート・エ・アジタート・アッサイ）で、各部とも２つの主題を持つ。
本作はベルリオーズにしては例外的に何の表題も解説もつけていない。しかし少なくとも、リア王、二人の極悪な娘および孝行な末娘コーディリアの４人の個性を主題にしているということは出来るだろう。特にその序奏部に含まれる二つの主要主題の性格は非常に明確で、壮大な感じのものはリア王で、優雅な感じのものはコーディリアを表すものと見なすことができる。リア王の主題はアンダンテ・ノン・トロッポ・レントで威厳に満ち、どこかに不安の凶兆を宿しており、ヴィオラ、チェロ、コントラバスによって重々しく奏される。コーディリアのほうは美しく優しいオーボエが微かな低弦律動の上に、孝順な心から発する慰めの言葉を暗示するように吹奏される。本作は落ちぶれたリア王と心優しいコーディリアの一種の対話となっているとも見られている。終結部では、欺瞞と悪意に満ちた現世を嘆くリア王が発狂し、荒野を徘徊し、激烈な咆哮に至るさまが描かれる。

## 編成
- 木管楽器：フルート2（持ち替えでピッコロ1）、オーボエ2、クラリネット2、ファゴット2
- 金管楽器：ホルン4、トランペット2、トロンボーン3、オフィクレイドまたはテューバ1
- 打楽器：ティンパニ、シンバル
- 弦五部

## 演奏時間
約12分。